# روزنامه‌نگاران (مجموعه تلویزیونی)
روزنامه‌نگاران (اسپانیایی: Periodistas‎) یک مجموعه تلویزیونی درام اسپانیایی است که در دفتر تحریریه یک روزنامه جریان دارد. این سریال توسط شرکت گلوبومدیا تولید شده و بازیگرانی همچون خوزه کرونادو، آمپارو یارانیاگا، آلکس آنگولو، آلیسیا بوراچرو، استر آرویو و بلن روئدا در آن ایفای نقش کرده‌اند. این مجموعه ۹ فصل دارد که نخستین بار از سال ۱۹۹۸ تا ۲۰۰۲ از شبکه تله‌سینکو پخش شد. موفقیت آن در اسپانیا باعث رواج موجی از سریال‌هایی شد که در محیط‌های حرفه‌ای روایت می‌شوند.

## خلاصه داستان
داستان سریال حول محور روزنامه‌ای خیالی به نام «کرونیکا یونیورسال» در مادرید می‌چرخد و به نمایش فراز و نشیب‌های روزنامه‌نگاران و خبرنگاران در کار میدانی و همچنین روابط شخصی آن‌ها در جریان روزمره دفتر تحریریه می‌پردازد. داستان با پیوستن لوئیس سانز (با بازی خوزه کرونادو) به روزنامه به عنوان سردبیر بخش محلی آغاز می‌شود، جایگاهی که پیش‌تر توسط لورا ماسراس (با بازی آمپارو لارانیاگا) اشغال شده بود و او به سمت معاون سردبیر روزنامه ارتقا یافته است.

## بازیگران
- خوزه کرونادو در نقش لوئیس سانز، سردبیر بخش اخبار محلی روزنامه[۴]
- آمپارو لارانیاگا در نقش لورا ماسراس، معاون سردبیر روزنامه[۵][۶]
- آلیسیا بوراچرو در نقش آنا رویز، روزنامه‌نگاری رادیکال و فمینیست[۷][۳]
- آلکس آنگولو در نقش بلاس کاستلوت، روزنامه‌نگار حرفه‌ای[۵][۸]
- انریک آردوندو در نقش پابلو سرانو، سردبیر روزنامه[۹]
- جوئل جوآن در نقش ویلی کاسالس، عکاس[۵][۱۰]
- بلن روئدا در نقش کلارا نادال، عکاس[۵][۳]
- آدریانا اسورس در نقش پیلار، همسر لوئیس سانس[۳]
- ماریا پخالته در نقش مامِن تبار، دبیر تحریریه و دوست‌دختر بلاس[۳][۱۱]
- استر آرویو در نقش آلیسیا روچا[۱۲]
- پپون نیه‌تو در نقش خوسه آنتونیو آرندا، کارآموز روزنامه[۱۳][۳]
- النا بایستروس در نقش ایزابِل سانز، دختر لوئیس سانز و کارآموز روزنامه[۱۴]
- مریم گالگو در نقش کلودیا مونترو، کارآموز روزنامه[۱۵]
- پاکو مارین در نقش چاسکی[۱۶]
- خسوس بونیا در نقش ویسنته زامورا[۱۷]
- خینس گارسیا میان در نقش آلوارو[۱۸]
- انریکه آرسه در نقش ادواردو کابرا[۱۹]
- ایزابِل آبوای در نقش برتا روچا، کارآموز روزنامه[۲۰]
- اوناش اوگالده در نقش اسکار[۲۱]
- میگل اورتیس در نقش چوپو[۲۱]
- سانتی میلان در نقش پپ پورتابِیا[۲۲]

## تولید و انتشار
کافه «لا ترتولیا» که شخصیت‌های سریال اغلب پس از کار در آن‌جا ملاقات می‌کردند، در واقع در گوشهٔ خیابان بارکیو و خیابان فرناندو ششم در مادرید قرار دارد.
این سریال که توسط شرکت گلوبومدیا تولید شده، نخستین بار در ۱۳ ژانویه ۱۹۹۸ پخش شد. پخش این مجموعه، که شامل ۹ فصل و ۱۱۹ قسمت بود، در ۸ ژوئیه ۲۰۰۲ به پایان رسید. سریال از نظر جذب مخاطب بسیار موفق عمل کرد و به‌طور منظم بیش از ۴٫۵ میلیون بیننده در هر قسمت داشت و سهم مخاطبان آن به‌طور پیوسته از ۲۵ درصد فراتر می‌رفت.